# هم‌امکانی
هم‌امکانی (به انگلیسی: Compossibility) مفهومی فلسفی است که به این معناست: آیا چند چیز یا وضعیت می‌توانند هم‌زمان ممکن باشند، بدون آن‌که با هم تناقض داشته باشند. این واژه را نخستین‌بار فیلسوف آلمانی لایبنیتس به کار برد.
به‌طور ساده، ممکن است دو چیز هر کدام به‌تنهایی ممکن باشند، اما نتوانند با هم در یک جهان یا شرایط مشترک رخ دهند. مثلاً فرض کنید که «علی امروز در تهران است» و «علی امروز در پاریس است». هر کدام از این جمله‌ها به‌تنهایی ممکن‌اند، اما با هم نمی‌توانند درست باشند؛ چون علی نمی‌تواند هم‌زمان در دو جای مختلف باشد. پس این دو جمله هم‌امکان نیستند.
لایبنیتس باور داشت که جهان ما «بهترین جهان ممکن» است، یعنی مجموعه‌ای از واقعیت‌ها که هم‌امکان‌اند و می‌توانند با هم وجود داشته باشند. این مفهوم به ما کمک می‌کند بفهمیم که برای تحقق یک وضعیت خاص، همهٔ اجزای آن باید بتوانند با هم سازگار باشند و هم‌زمان امکان‌پذیر شوند.

## اصل تلاش ممکنات
در فلسفه لایبنیتس، قوه ارسطویی که بین وجود و عدم است، تبدیل به اصلی فعال می‌شود که ممکنات در ذات خود دارند. و قبل از ایجاد، تلاش به سوی وجود و فعلیت می‌کنند. و این تلاش در جهت «هم‌امکانی» با قابلیت جمع با دیگر ممکنات است.
در ممکنات قبل از تعلق خواست خداوند به وجودشان، مایه‌هایی است که در آنها موجودی که قابل تولد است، تماماً از پیش صورت بسته‌است.
«هست بودن» جز بروز و ظهور و انبساط این مایه نیست.

## جهان‌های ممکن
یکی از مهم‌ترین و محوری‌ترین مفاهیم فلسفه لایبنیتس مفهوم جهان‌های ممکن است. او با این نظریه اسپینوزا مخالف بود که هر آنچه ممکن است موجود شده‌است. به اعتقاد او همهٔ چیزهای ممکن تحقق نیافته‌اند، و درواقع بی‌نهایت جهان‌های ممکن وجود دارد که از میان آنها فقط یک جهان تحقق یافته و موجود است. همه این جهان‌ها از جواهر و اعراض تشکیل می‌شوند و گرایش خاصی به موجود شدن دارند. جایگاه این جهان‌های ممکن، که تعدادشان بی‌نهایت است، اندیشه و علم خداوند است.